# Polemonium pauciflorum
Polemonium pauciflorum là một loài thực vật có hoa trong họ Polemoniaceae. Loài này được S. Watson miêu tả khoa học đầu tiên năm 1888.

## Hình ảnh

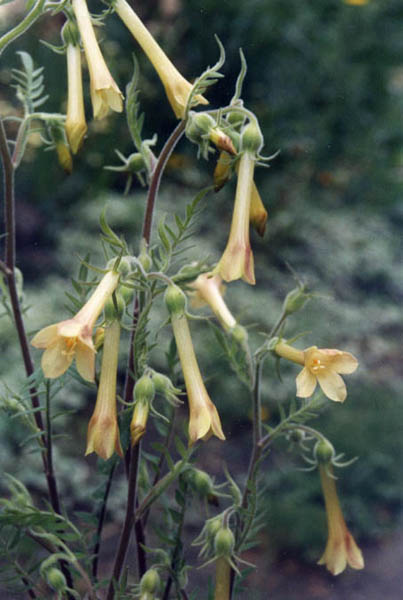